# Vaccinium cubense
Vaccinium cubense är en ljungväxtart som först beskrevs av Achille Richard, och fick sitt nu gällande namn av August Heinrich Rudolf Grisebach. Vaccinium cubense ingår i Blåbärssläktet, och familjen ljungväxter. Utöver nominatformen finns också underarten V. c. giganteum.